# Niphona appendiculata
Niphona appendiculata är en skalbaggsart som beskrevs av Gerstaecker 1871. Niphona appendiculata ingår i släktet Niphona och familjen långhorningar.
Artens utbredningsområde är:
- Angola.
- Botswana.
- Kenya.
- Malawi.
- Moçambique.
- Senegal.
- Sierra Leone.
- Zimbabwe.

Inga underarter finns listade i Catalogue of Life.